# Barthélemy d’Eyck

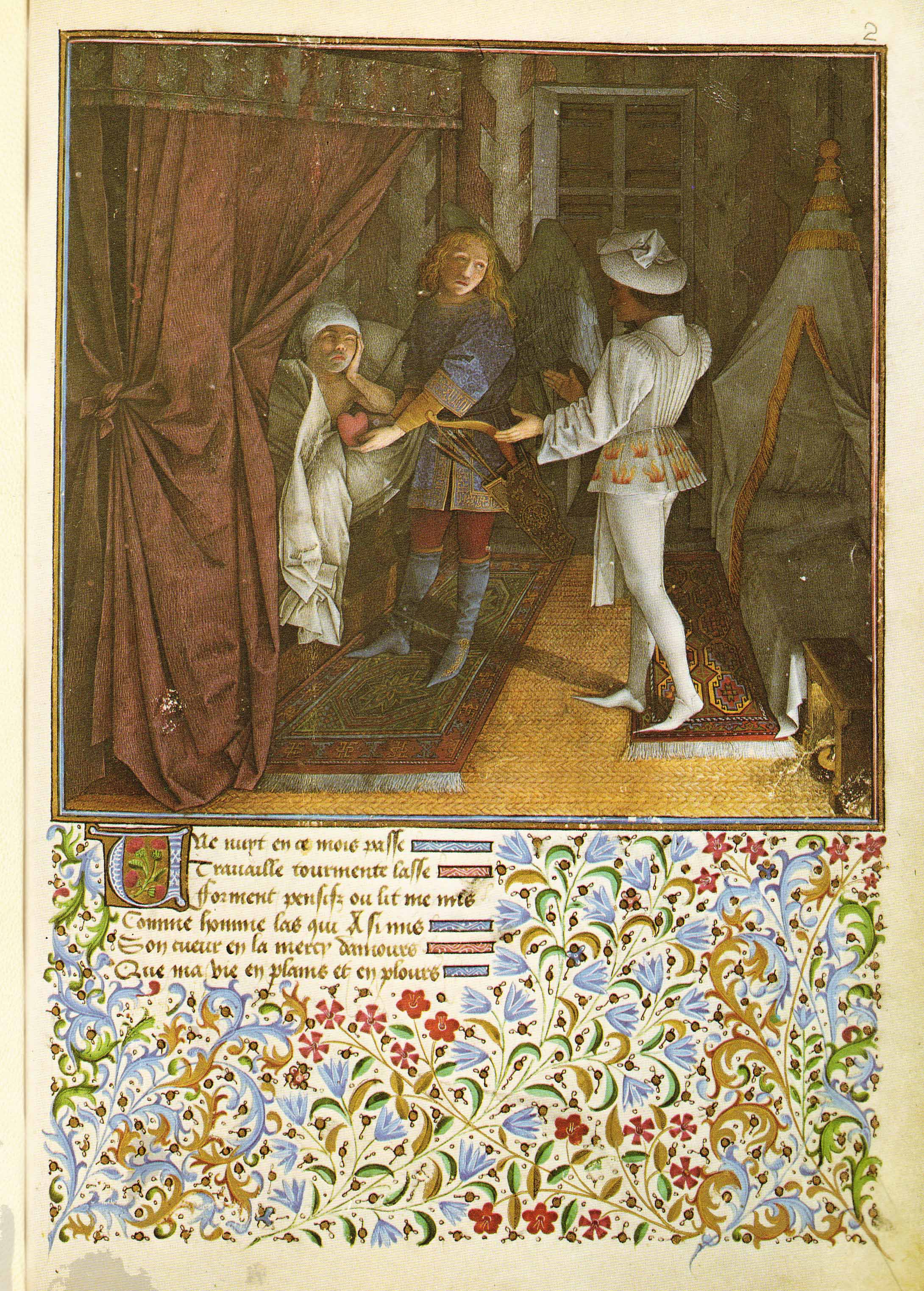
Miniatur aus dem allegorischen Ritterroman Livre du Cœur d’amour épris. Wien, Österreichische Nationalbibliothek.

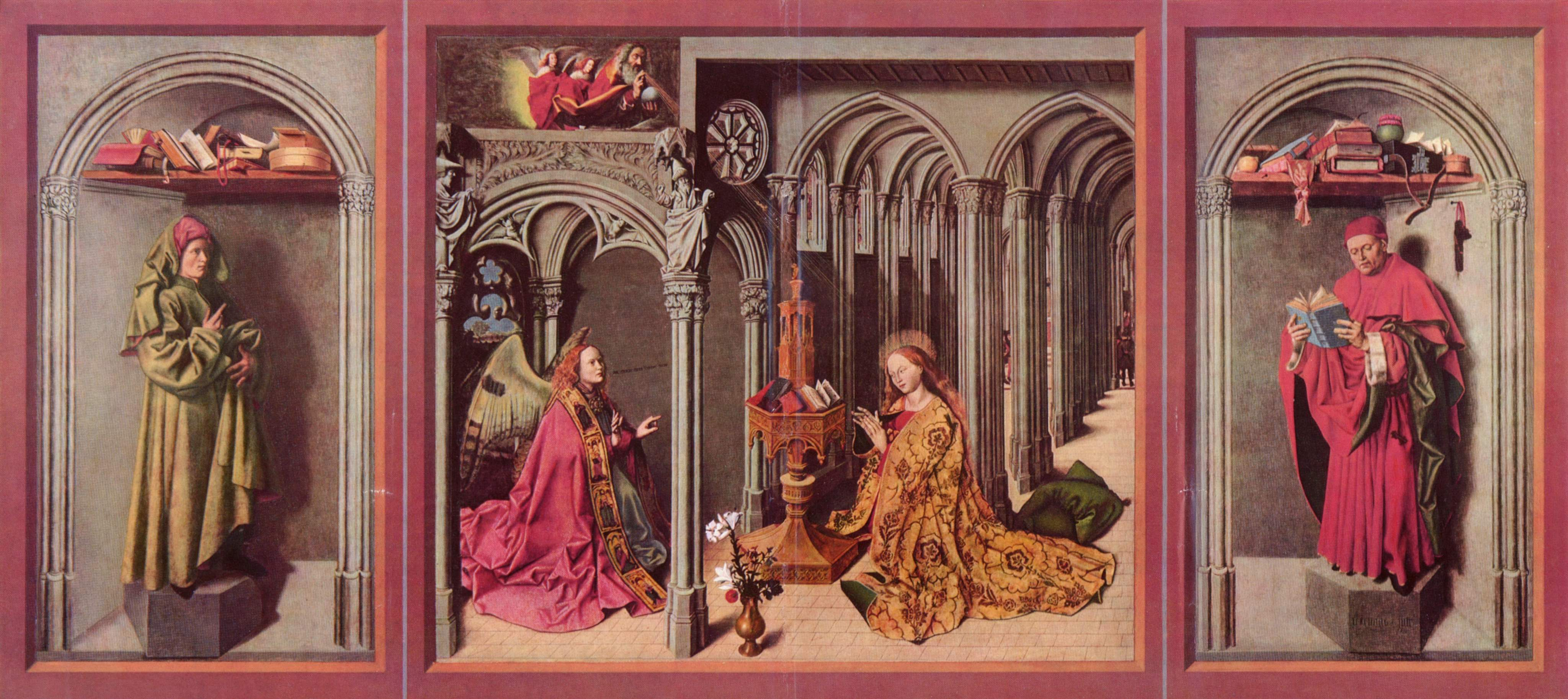
Verkündigungsaltar, linker Flügel, Innenseite unten: Jesaias, Mitteltafel: Verkündigung an Maria, rechter Flügel, Innenseite: Jeremias (Rekonstruktion der erhaltenen Teile)

Barthélemy d’Eyck (nachweisbar 1444; † um 1476) war ein flämischer Maler und gilt insbesondere als Illuminator (Buchmaler) als einer der bedeutendsten und innovativsten Künstler des 15. Jahrhunderts.
Über sein Leben weiß man wenig und kann nur begründete Vermutungen anstellen: Barthélemy d’Eyck war gebürtiger Niederländer und lernte in den späten 1430er Jahren wahrscheinlich bei Jan van Eyck in Brügge, möglich ist aber auch eine Lehre bei Robert Campin. 1444 ist er in Aix-en-Provence nachweisbar, ab 1447 belegen Abrechnungen seinen Dienst für René d’Anjou, mit dem er ein vertrautes Verhältnis gehabt haben muss, da er nicht nur als Höfling behandelt wird, sondern auch sein Atelier in den Privatgemächern des Königs im Schloss von Angers hatte. Möglicherweise war er 1440 mit dem König in Italien.
Sein künstlerisches Werk ist vor allem in der Buchmalerei geprägt von naturalistischem Detailreichtum, Stofflichkeit und innovativen Licht- und Raumbehandlungen.

## Leben

### Herkunft und Bildung

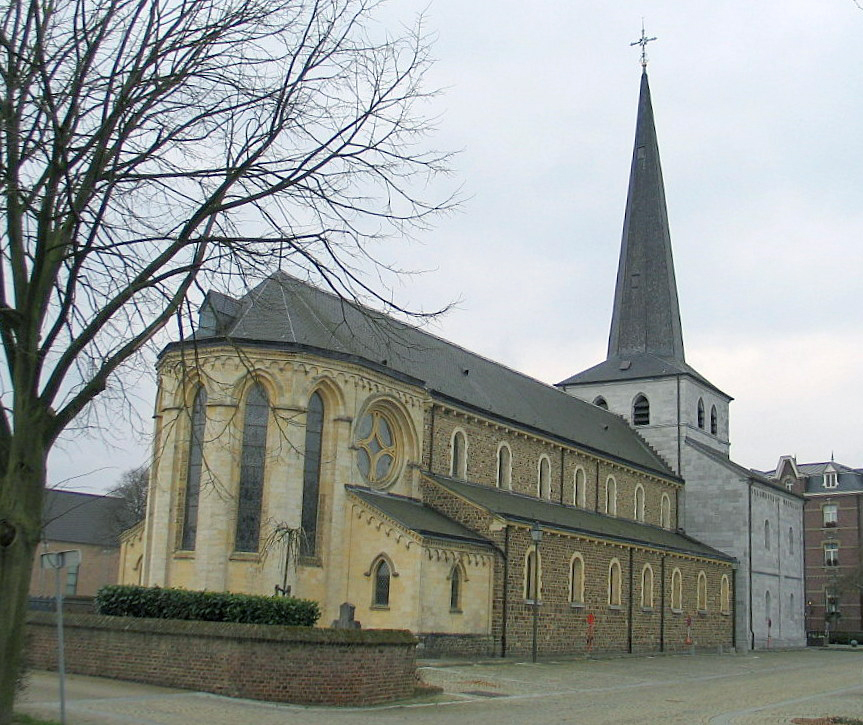
Außenansicht der Abtei Aldeneik in Maaseik mit dem Chor im Vordergrund

Über das Leben des Malers ist nur wenig bekannt. Es existieren mehrere Dokumente, die belegen, dass er aus dem niederländischsprachigen Teil des Hochstifts Lüttich stammte. Seine Mutter war eine gewisse Ydria Exters, die aus der Gegend von Maaseik stammte und in zweiter Ehe mit Pierre du Billant, einem berühmten Sticker und Kammerdiener von René I. d’Anjou verheiratet war. Pierre du Billant war ebenfalls niederländischer Herkunft. Eine Urkunde aus Aix-en-Provence mit Datum vom 28. Juni 1460 bestätigt diese Ehe. Das gleiche Dokument erwähnt den Bruder von Barthélemy, nennt ihn Clément d’Eyck und bezeichnet ihn als Edelmann aus der Diözese Lüttich. Andererseits wurde ein Grabstein auf dem Friedhof der Abtei Aldeneik in der heutigen limburgischen Stadt Maaseik gefunden, der das Wappen der Van Eyck, also des ersten Mannes von Ydria, verbunden mit dem Wappen der Van Biljandt oder du Billant zeigt. Diese Hinweise legen nahe, dass Barthélemy d’Eyck mit Jan und Hubert van Eyck, die ebenfalls aus dieser Region stammten, verwandt war.
Gemäß den Forschungsergebnissen von Charles Sterling erhielt Barthélemy zwischen 1430 und 1435 seine Ausbildung als Maler in den burgundischen Niederlanden bei den Gebrüdern van Eyck und dem wahrscheinlich mit dem Meister von Flémalle identischen Robert Campin. Der deutsche Kunsthistoriker Eberhard König nimmt an, dass Barthélemy direkt an Werken aus der Werkstatt von Jan van Eyck beteiligt war und so etwa drei Seiten zum Werk Très Belles Heures de Notre-Dame beitrug. René d’Anjou, sein zukünftiger Gönner, dürfte das Atelier der van Eyck im Jahre 1433 besucht haben. Unter den Kunsthistorikern ist diese Sicht der Dinge indes nicht unumstritten. Es gibt Meinungen, wonach Barthélemy d’Eyck seine Ausbildung von Robert Campin erhielt, diese wird mit dem Malstil der Künstler begründet.
Sterling sieht die Möglichkeit einer Bekanntschaft mit dem deutschen Maler Konrad Witz, dessen Werke mit jenen, die Barthélemy d’Eyck zugeschrieben werden, deutliche Ähnlichkeiten aufweisen. Die beiden könnten sich 1434 auf dem Konzil von Basel kennen gelernt haben. Danach dürfte Barthélemy im Jahre 1435 mit René d’Anjou in Dijon zusammengetroffen sein. Dieser hatte nach seiner Heirat mit Isabella von Lothringen das Herzogtum Lothringen im Jahre 1431 von seinem Schwiegervater geerbt. Er verlor es jedoch in der Schlacht von Bulgnéville an Antoine de Vaudémont. In der Folge wurde er von Herzog Philipp dem Guten in der burgundischen Hauptstadt als Geisel festgehalten. Es gibt Berichte über einen Maler namens Barthélemy am Hof von Burgund in den Jahren 1440 und 1441, es gibt aber keine Beweise, dass es sich dabei um Barthélemy d’Eyck handelt.

### Mögliche Reise nach Italien

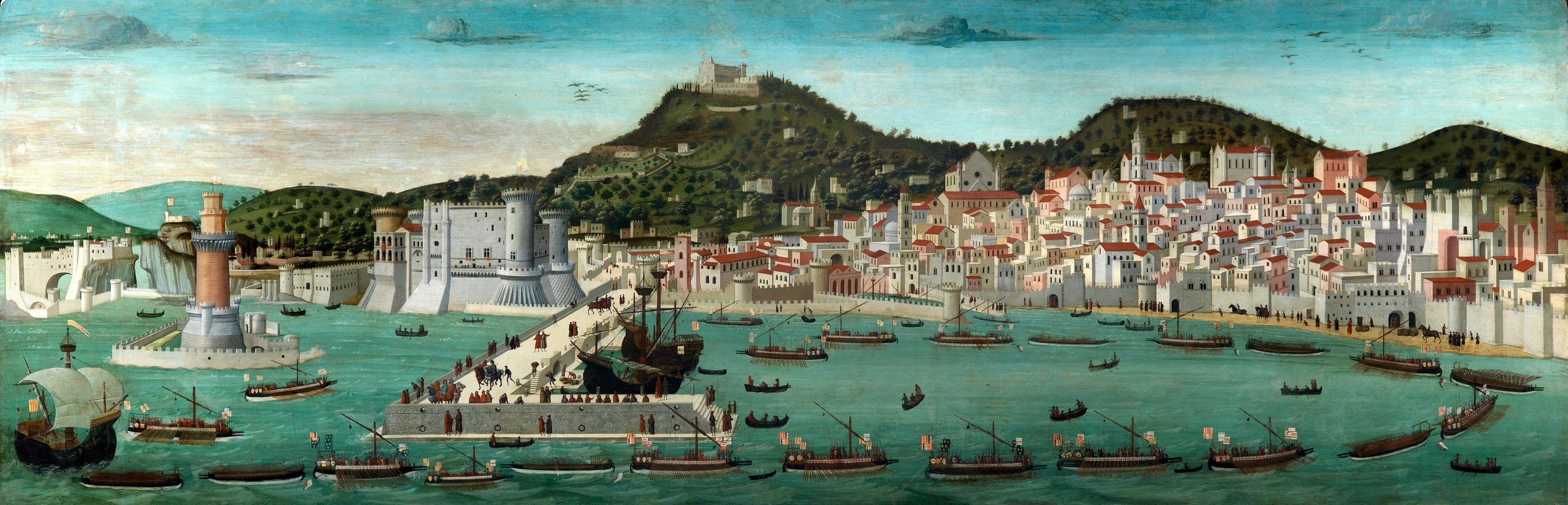
Darstellung von Neapel aus dem Jahr 1472, Tavola Strozzi, Museo nazionale di San Martino.

Bereits seit langem haben Kunsthistoriker Anzeichen von italienischem Einfluss in den Werken, die Barthélemy d’Eyck zugeschrieben werden, festgestellt. Gleichzeitig gibt es Indizien für Einfluss der Technik von Barthélemy d’Eyck auf einige italienische Künstler. Der italienische Humanist Pietro Summonte behauptete im Jahre 1524, dass die flämische Technik der Ölmalerei von René d’Anjou persönlich an den neapolitanischen Maler Colantonio weitergegeben wurde, als sich der König von 1438 bis 1442 in Neapel aufhielt. Nach dem Tode seines Bruders Ludwig III. von Anjou im Jahre 1434 hatte René nicht nur das Herzogtum Anjou, sondern auch den Besitz von Johanna II. von Neapel geerbt. Nach seiner Freilassung kam René am 19. Mai 1438 in Süditalien an, um seinen Anspruch auf den Titel des Königs von Neapel gegen Alfons V. von Aragon durchzusetzen.
Es ist jedoch wahrscheinlicher, dass Maler aus dem Gefolge des Königs René d’Anjou Colantonio die flämische Technik beigebracht haben. Die italienische Kunsthistorikerin Fiorella Sricchia Santoro und ihre französische Kollegin Nicole Reynaud gehen davon aus, dass Barthélemy d’Eyck seinen Gönner begleitete. Jedenfalls ist die Anwesenheit von seinem Schwiegervater Pierre du Billant in Neapel im Jahr 1440 belegt. Die beiden Historikerinnen glauben, dass er während seines Aufenthalts in Neapel die Seiten der Cockerell-Chronik geschaffen haben könnte. Er könnte auch den König bei seinem Zwischenhalt in Genua im Jahre 1438 begleitet haben, wo er das Lomellini-Triptychon von Jan d’Eyck gesehen hätte. Die Meinungen über die Länge des Aufenthaltes in Italien gehen wiederum auseinander. Gemäß Sricchia Santoro und dem Historiker Carlo Ginzburg blieb er bis Juni 1442 mit dem König in Neapel und reiste mit ihm über Florenz, wo sie den Sommer bei den Pazzis verbrachten, nach Frankreich zurück. Nicole Reynaud ist der Meinung, dass Barthélemy d’Eyck früher zurückkehrte, zusammen mit Isabella von Lothringen und ihren Kindern, denn wiederum ist die Anwesenheit von Pierre du Billant in Aix-en-Provence für den März 1441 belegt. Die ganze Italienreise ist eine Annahme, es gibt kein Dokument, das sie beweisen würde, und es gibt nicht einmal Belege dafür, dass Barthélemy d’Eyck zu dieser Zeit überhaupt in den Diensten von René stand. Zu den Kunsthistorikern, die die These einer Italienreise ablehnen, gehören François Avril und Eberhard König. Sie erinnern daran, dass Barthélemy d’Eyck die Cockerell-Chronik genauso gut anhand von Unterlagen aus Italien gemalt haben kann.

### Hofmaler von König René
Die Anwesenheit von Barthélemy d’Eyck in der Provence ist dokumentarisch belegt. In einer Urkunde aus dem Jahr 1444 aus Aix-en-Provence wird er zusammen mit einem anderen großen Maler seiner Zeit in der Region, dem Picarden Enguerrand Quarton, als Meister und Maler (magister et pictor) erwähnt. Später erscheint er in der Buchhaltung des Königs René als Maler mit der Position des Kammerdieners zwischen 1446 und 1470 und ab 1459 als valet tranchant, was bedeutete, dass er die Aufgabe hatte, den Braten des Königs zu schneiden. Dieser Ehrentitel wurde im mittelalterlichen Frankreich häufig dem Hofmaler verliehen und war mit dem Erhalt eines regelmäßigen Einkommens verbunden. Im Jahre 1460 verlieh König René Barthélemy d’Eyck eine weitere Position, die des Schildknappen des Königs von Sizilien. Trotz alledem lässt sich in den Unterlagen des Königs René d’Anjou keinerlei Hinweis auf die Bestellung eines Bildes finden. Es war Hauptaufgabe von Barthélemy d’Eyck, Kunstwerke und Material wie Pergament zu beschaffen. Es gibt Kunsthistoriker wie Albert Châtelet, die die Frage aufwerfen, ob Barthélemy d’Eyck wirklich als Künstler oder nicht vielmehr als Privatsekretär tätig war.
René d’Anjou und sein Maler hatten ein sehr nahes Verhältnis. Neben regelmäßigen Zuwendungen erhielt Barthélemy d’Eyck von seinem König Arbeitsräume mit der notwendigen Einrichtungen in einigen seiner Anwesen. Diese Arbeitsräume lagen immer in der Nähe der königlichen Gemächer. Über das Schloss von Tarascon wird im Jahre 1447 berichtet, dass es in den Königsgemächern ein Zimmer gäbe, wo Barthélemy arbeitet. In einem Inventar aus dem Palast des Grafen in Aix-en-Provence im Jahre 1462 werden das Skriptorio und Studio von Barthélemy beschrieben, und es existieren Erwähnungen über die Arbeitsräume von Barthélemy in der Königsresidenz in Marseille. Nicht zuletzt berichtet die Liste des Schlosses Angers aus dem Jahre 1471 oder 1472 von einer kleinen Kammer im Gemach des Königs, wo es einen kleinen Hocker gibt, auf dem Barthélemy sitzt, um zu arbeiten. Schließlich folgte der Künstler seinem Herrn oft auf Reisen. Neben dem möglichen Aufenthalt in Neapel zwischen 1438 und 1442 nahm er an mehreren Reisen zwischen Anjou und der Provence teil. Darüber hinaus begleitete er den König auf seiner Reise nach Guyenne in den frühen 1450er Jahren.

Ansicht der Schlösser von René d’Anjou, wo die Anwesenheit von Barthélemy d’Eyck belegt ist
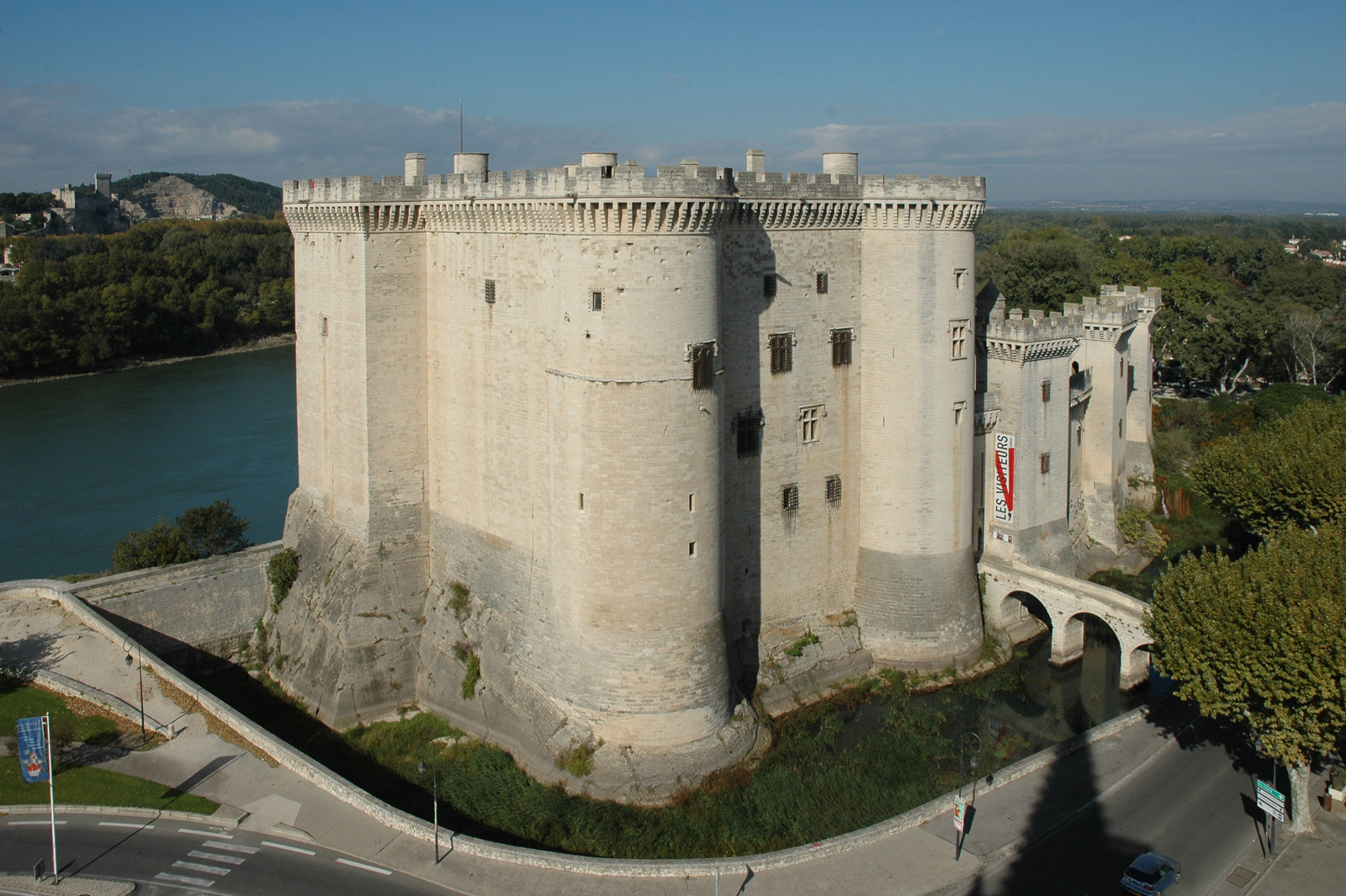
Ansicht des Schlosses von Tarascon im heutigen Zustand
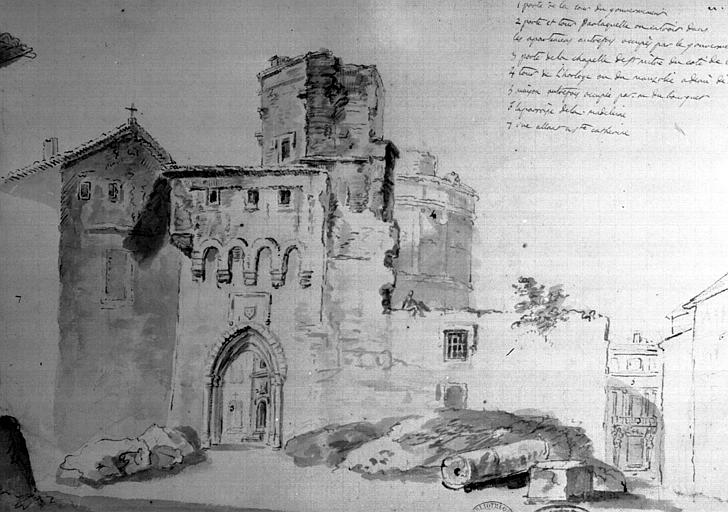
Ehemaliger Grafenpalast von Aix-en-Provence, Feder- und Tuschezeichnung aus dem 18. Jahrhundert
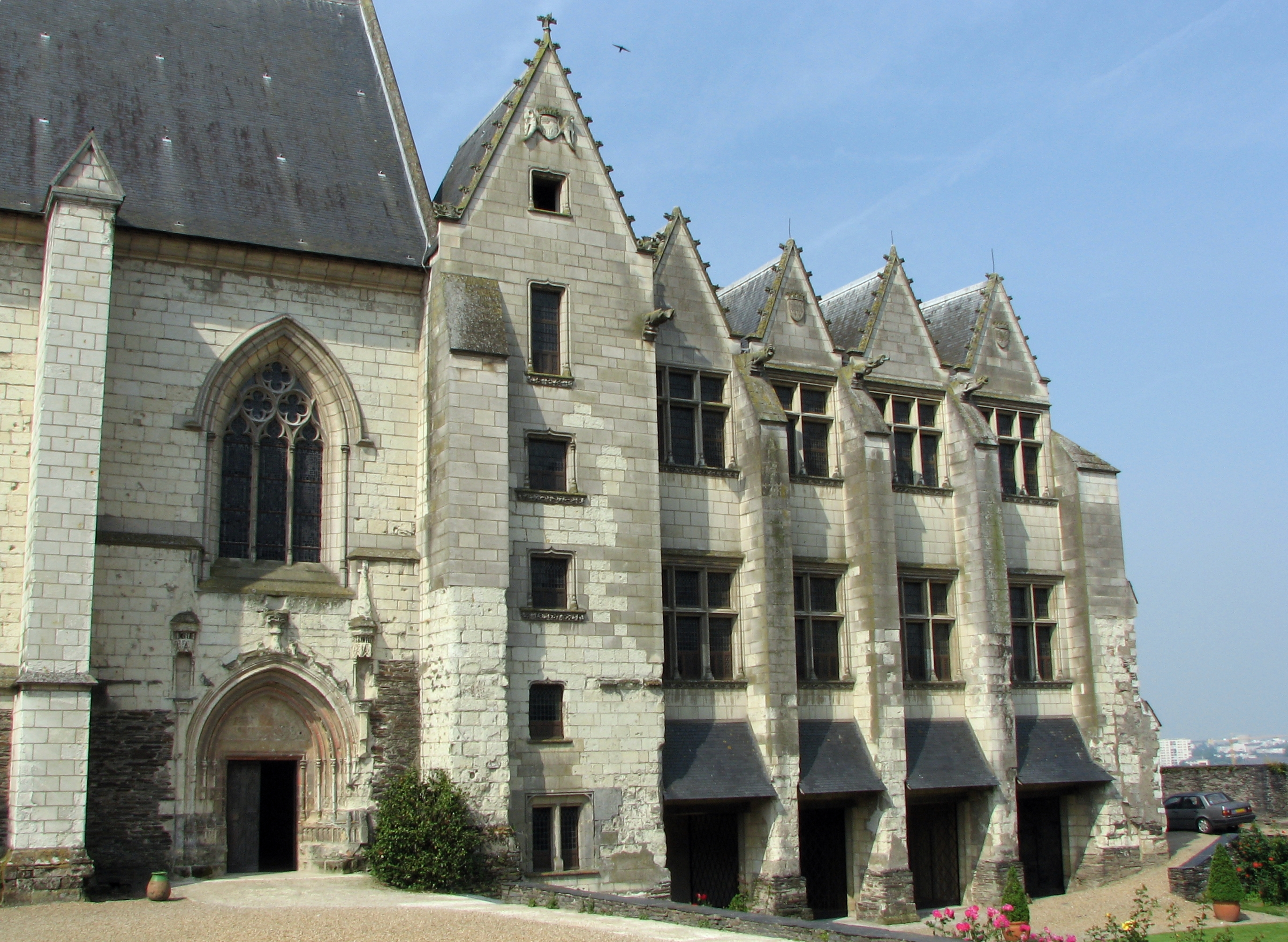
Schloss Angers, Galerie du Roi René.

Das Inventar des Schlosses Angers belegt, dass Barthélemy im Jahre 1472 noch am Leben war. Aus einem Brief, den Jehanne de la Forest, die Witwe des Malers, wahrscheinlich zwischen 1475 und 1480 an René d’Anjou schrieb, geht jedoch hervor, dass der König um die Übersendung der pourtraistures von Barthélemy, die noch in ihrem Besitz waren, gebeten hatte. Dieses Schreiben bestätigt nicht nur den kürzlichen Tod des Malers, sondern auch die Existenz von Arbeiten aus der Hand von Barthélemy, obwohl nicht klar ist, um welche Arbeiten es sich handelt. Unter pourtraistures verstand man damals Zeichnungen, nicht zwingender Weise Porträts. Der König zeigte nach dem Tod des Künstlers nach wie vor seine Verbundenheit.

## Stil

### Einfluss von Jan van Eyck, Robert Campin und Conrad Witz
Barthélemy d’Eyck stammte aus den Niederlanden und die Werke, die ihm zugeschrieben werden, zeigen dies deutlich. Sie erinnern immer wieder an die frühe flämische Malerei der 1430er Jahre, jener Zeit, als der Künstler seine Ausbildung erhielt. Die Mitteltafel seines Triptychons von Aix zeigt Ähnlichkeiten mit der Verkündigung von Jan van Eyck, das heute in der National Gallery of Art in Washington hängt, 1430–1435 geschaffen wurde und wahrscheinlich von Philipp dem Guten, bestellt wurde. Es wäre somit zu jener Zeit entstanden, als Barthélemy in Dijon war und den damals dort in Gefangenschaft lebenden René d’Anjou kennengelernt haben dürfte. Beide Werke zeigen die Szene in einer Kirche, was damals relativ selten geschah. Die Aixer Verkündigung zeigt im Hintergrund eine Messe, genau wie Jan van Eycks Madonna in einer Kirche in der Gemäldegalerie Berlin. Der Einfluss van Eycks ist somit mehr inhaltlicher als stilistischer Natur. Ein weiteres Beispiel dafür ist die Widmungsszene der Wiener Teseida, in der sich die Silhouette der Frau aus der Arnolfini-Hochzeit kopiert findet.

Die Verkündigung, Jan van Eyck, National Gallery of Art, Washington D.C.
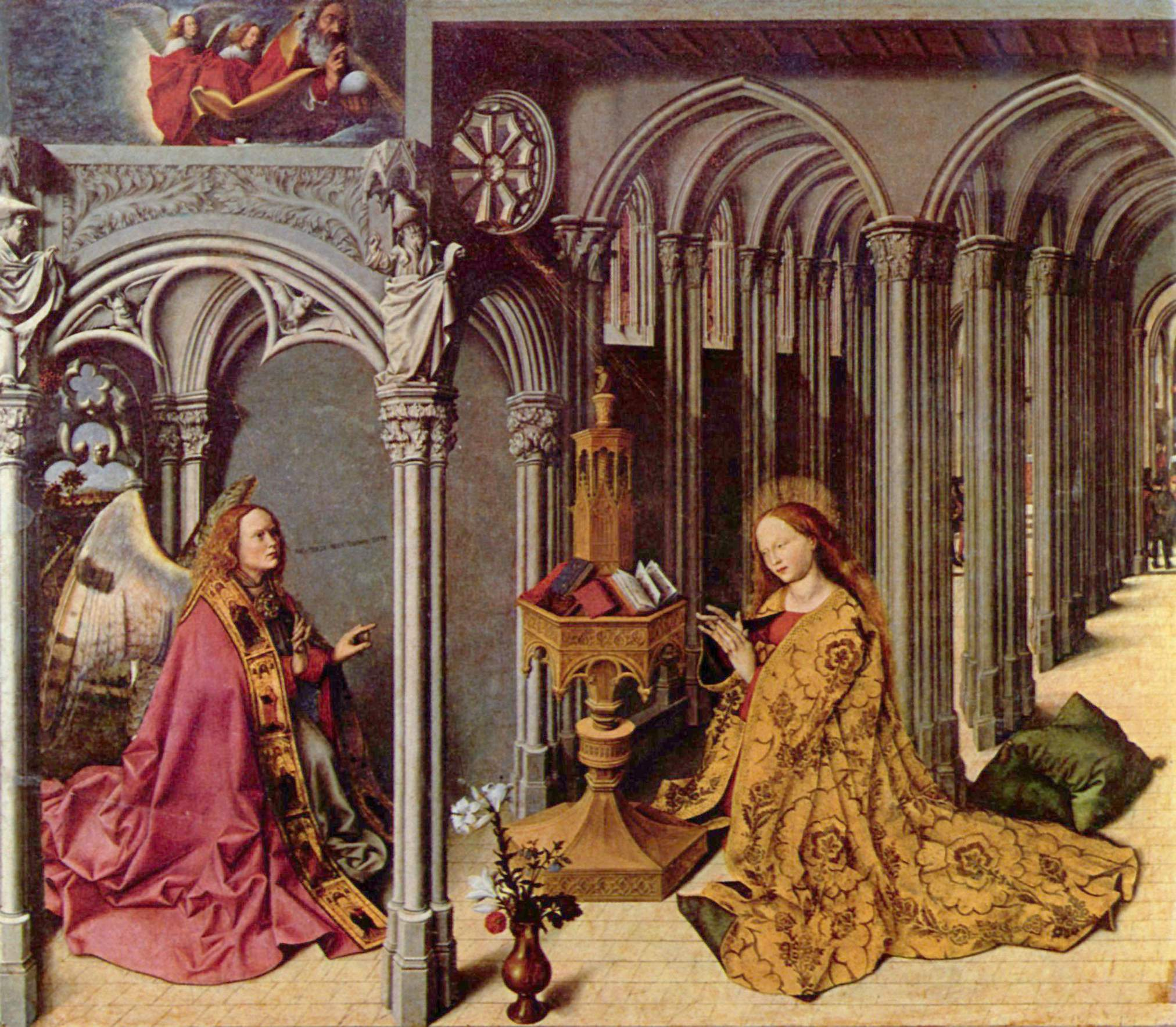
Mittelteil des Verkündigungsaltars von Aix.
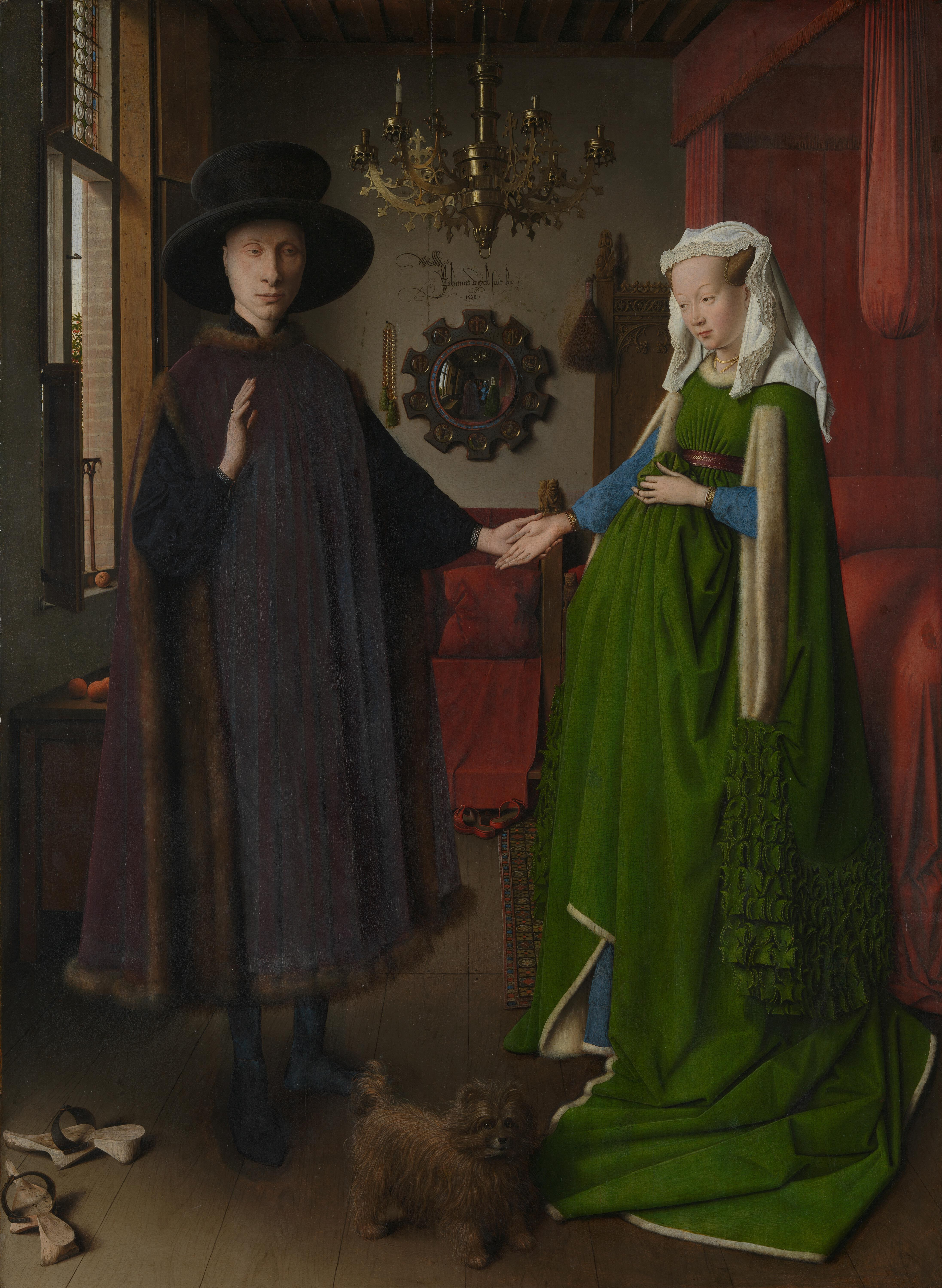
Arnolfini-Hochzeit von Jan van Eyck, National Gallery.
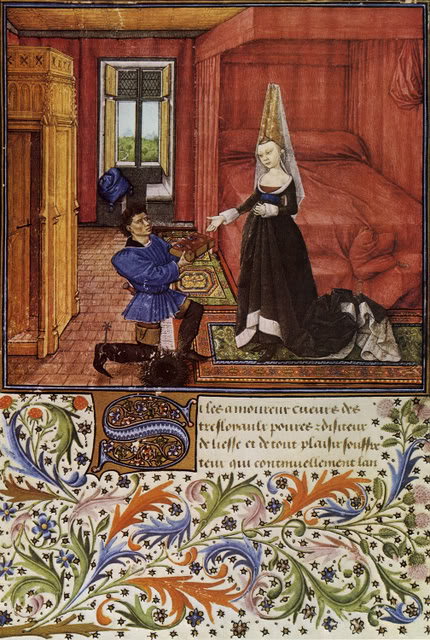
Widmung in der Théséide de Vienne, f.14v.

Barthélemy d’Eyck fand aber seine Inspiration auch in den Werken von Robert Campin. Bei beiden finden sich das gleiche Interesse an klarem und offenem Licht und Schatten, aber auch das Streben nach einer realistischen Darstellung der Figuren und der Oberflächenstrukturen der Objekte sowie Stoffe. Dieser Einfluss ist besonders im Bild Heilige Familie zu sehen, das sich heute in Le Puy-en-Velay befindet, oder in den Heures Morgan, die deutliche Ähnlichkeiten mit jenen Werken zeigen, die Campin oder seiner Umgebung zugeschrieben werden.

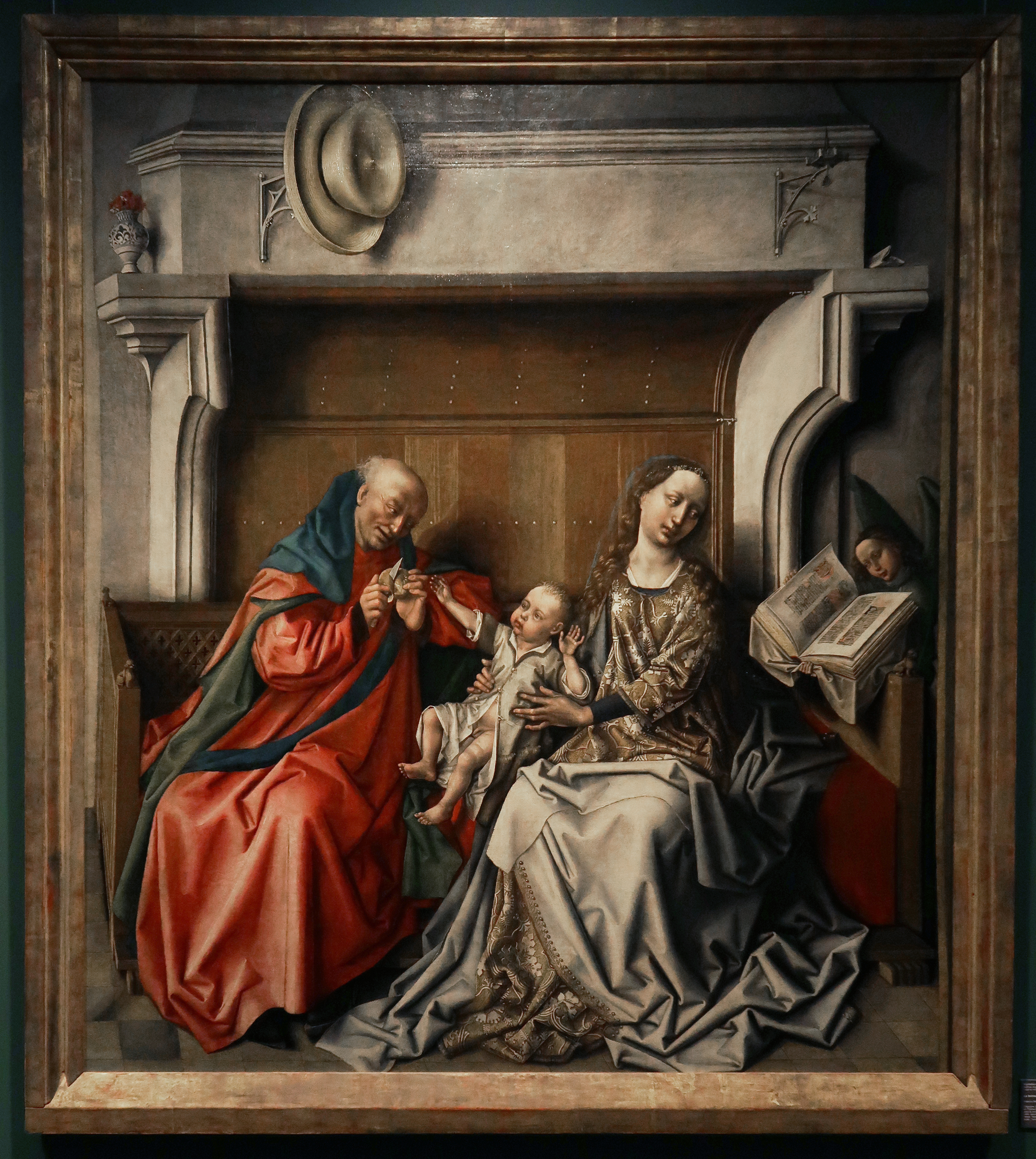
Die Heilige Familie, Kathedrale von Le Puy-en-Velay
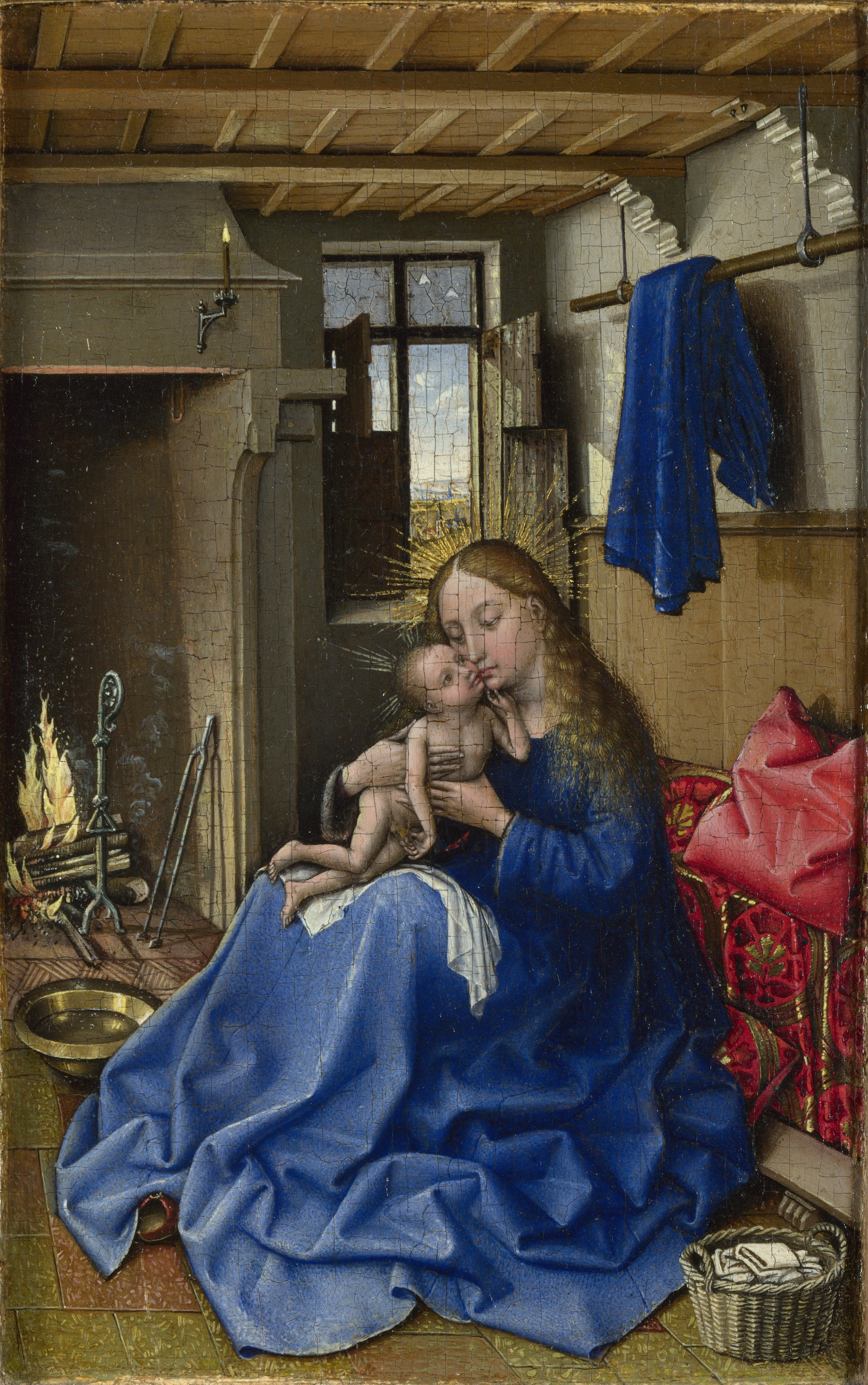
Jungfrau mit Kind, Umfeld von Robert Campin, National Gallery.

Der Maler Konrad Witz hat Barthélemy d’Eyck so stark beeinflusst, dass Sterling davon ausgeht, dass die beiden sich persönlich kannten.ref? Es gibt einige ganz spezielle Details bei Witz, die sich in Werken von d’Eyck wiederfinden. Dazu gehören der Faltenwurf von Kleidern und Umhängen mit röhrenförmige oder kantigen Falten. Er übernahm von Witz auch Motive, die zu seiner Zeit äußerst selten bearbeitet wurden wie David und die drei Helden in den Heures Egerton, das man auch im Retabel des Heilspiegelaltares von Basel findet, das Witz im Jahre 1435 gemalt hatte.

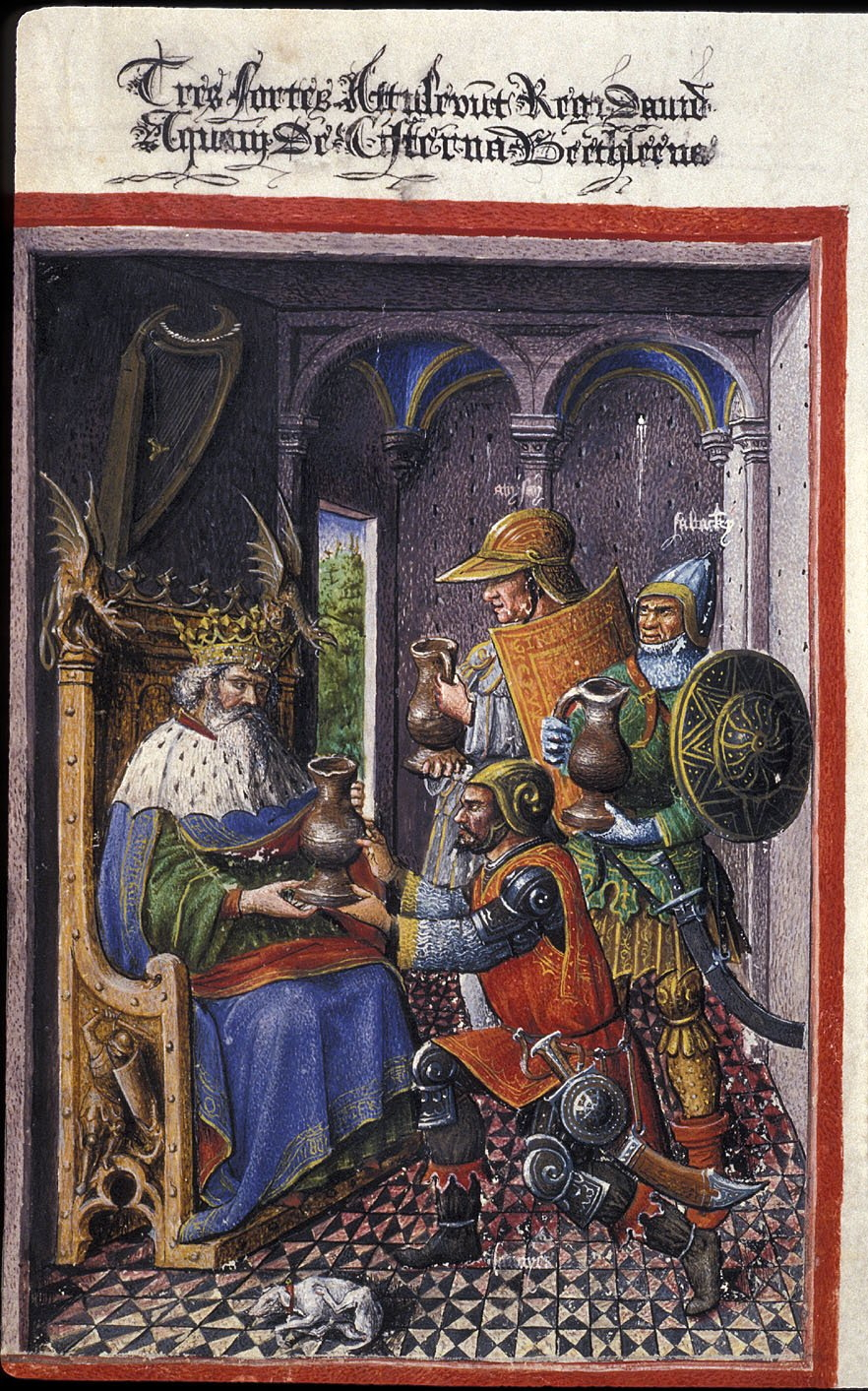
David und die drei Helden, folio 139 der Heures Egerton, British Library.
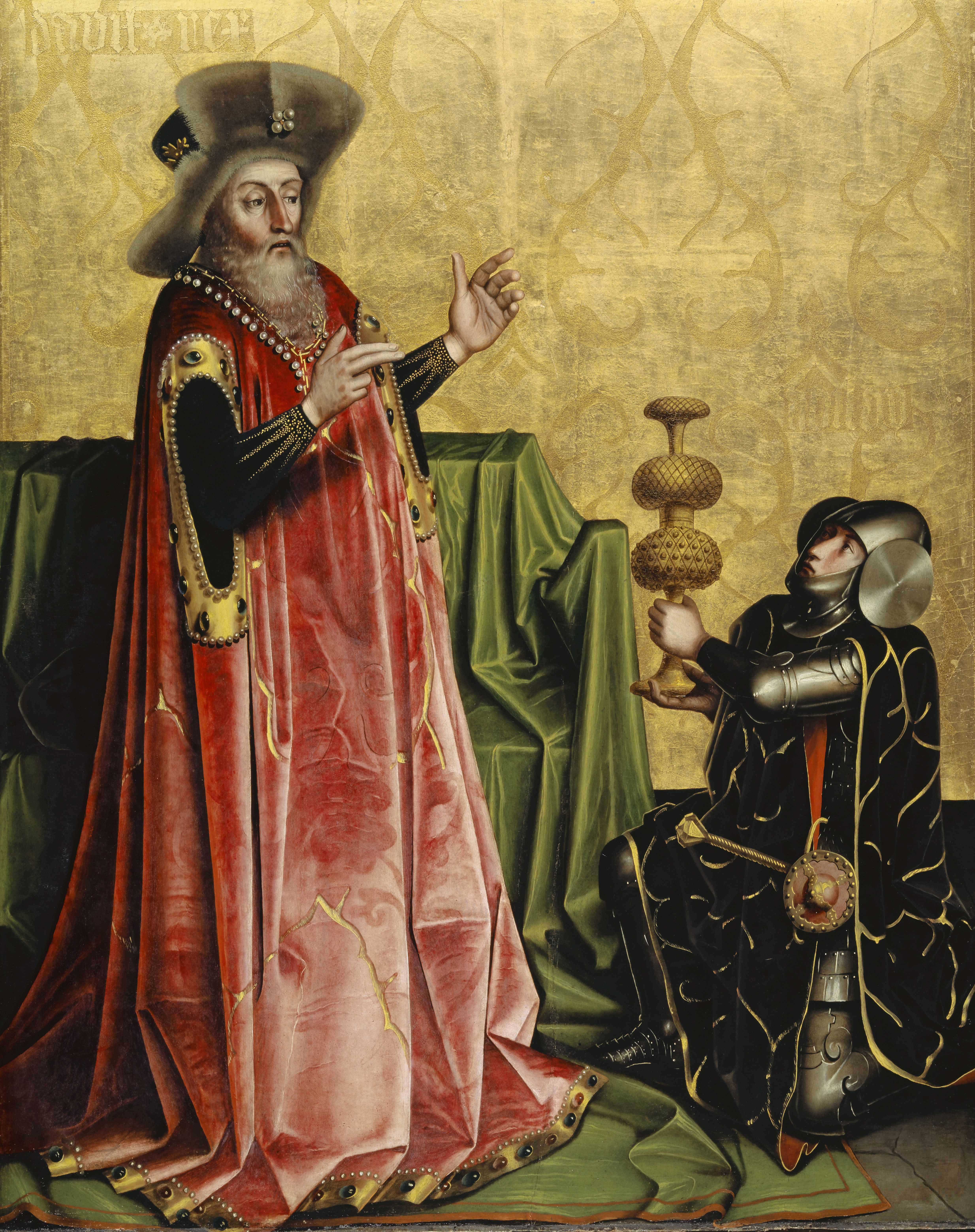
David und die drei Helden, Retabel des Heilsspiegelaltar, Kunstmuseum (Bâle).
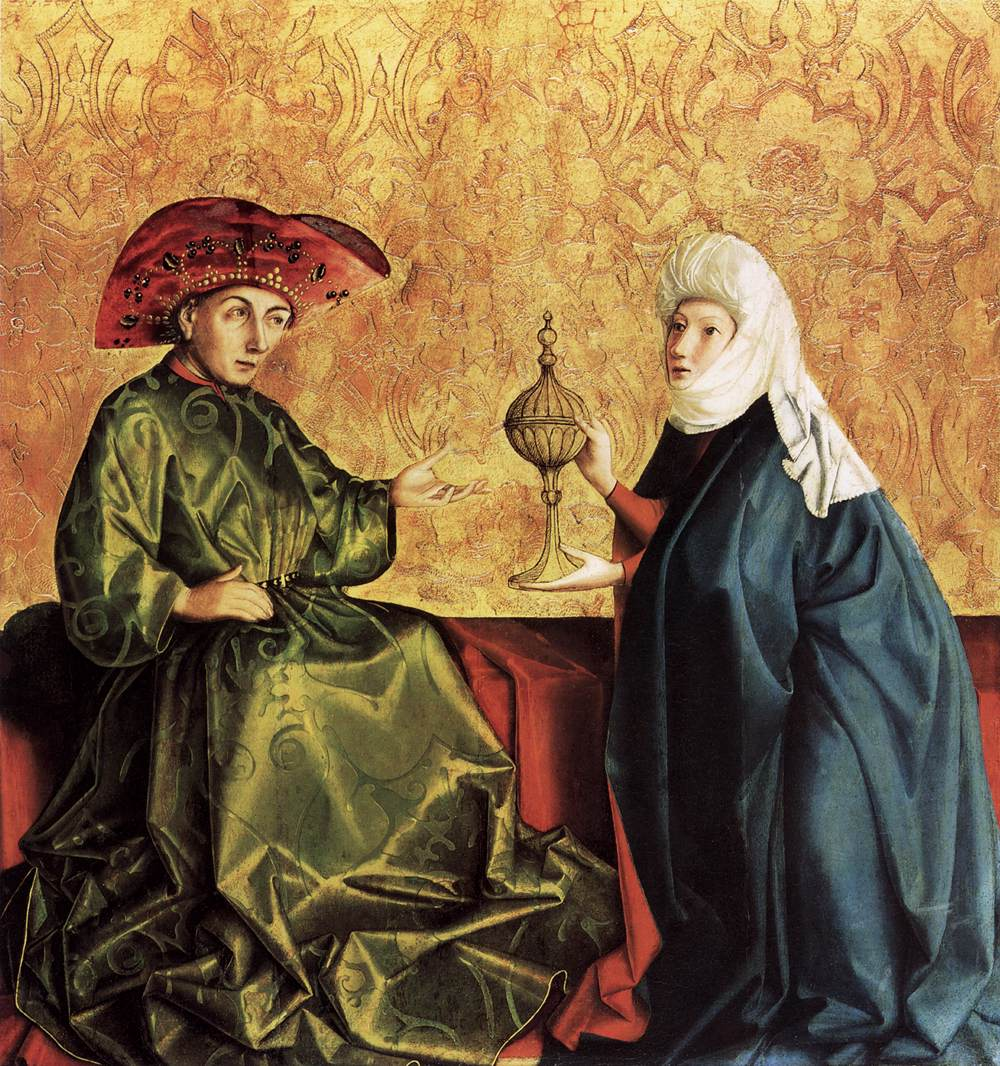
Faltenwurf in den Umhängen von Salomon und der Königin von Saba, Gemäldegalerie (Berlin).

### Eigener Stil
Wenngleich der Stil Barthélemy d’Eycks Einflüsse anderer Künstler erkennen lässt, so hat er einen eigenen, erkennbaren Stil entwickelt. Zahlreiche seiner Werke haben eine komplexe räumliche Organisation, wie etwa das Triptychon der Verkündigung von Aix. Seine Miniaturen wie die Théséide von Wien oder das Turniertraktat vermitteln ein Gefühl von Bewegung. Dafür benutzte Barthélemy d’Eyck in seinen Buchmalereien gern eine Doppelseite, was François Avril als wichtige Neuerung bezeichnet. Darüber hinaus sind der Gebrauch von Hell-Dunkel-Malerei und Schattenspiel en, etwa im Buch vom liebentbrannten Herzen, zu sehen. Diese Darstellung des Lichts macht den Einfluss seines Aufenthaltes in der Provence und des Lichtes, das diese Region kennzeichnet, deutlich. Es gibt unter den Kunsthistorikern Meinungen, wonach genau diese Schatten seine Urheberschaft einiger Ergänzungen zum Stundenbuch des Herzogs von Berry erkennen lassen.
Seine Behandlung von flachen oder gemusterten Oberflächen stellt eine weitere Besonderheit dar. Er macht sehr feine Pinselstriche in Form einer sehr feinen Schraffur, die auch als Flochetage bezeichnet wird. Auch die Wahl der Farben macht ihn einzigartig: Barthélemy d’Eyck benutzt nur selten das bei seinen Zeitgenossen beliebte Azurblau, sondern ein grünliches Blau, wie etwa im Falle des Buches, das der Prophet Jeremia im Triptychon von Aix in der Hand hält.
Nicht zuletzt sind seine Figuren charakteristisch: sie sind massiv, durch eine Drehung des Kopfes oder des Körpers miteinander verbunden und haben in der Regel einen eigenartigen seitlichen Blick. Sie drücken jene Melancholie aus, die in den Texten seines Gönners René d’Anjou zu finden ist. Auch ihre Hände sind besonders: stark und weich, mit knochigen Fingergliedern und kurzen Nägeln führen sie eine wiederkehrende Geste aus, als würden sie auf etwas mit dem Finger zeigen.

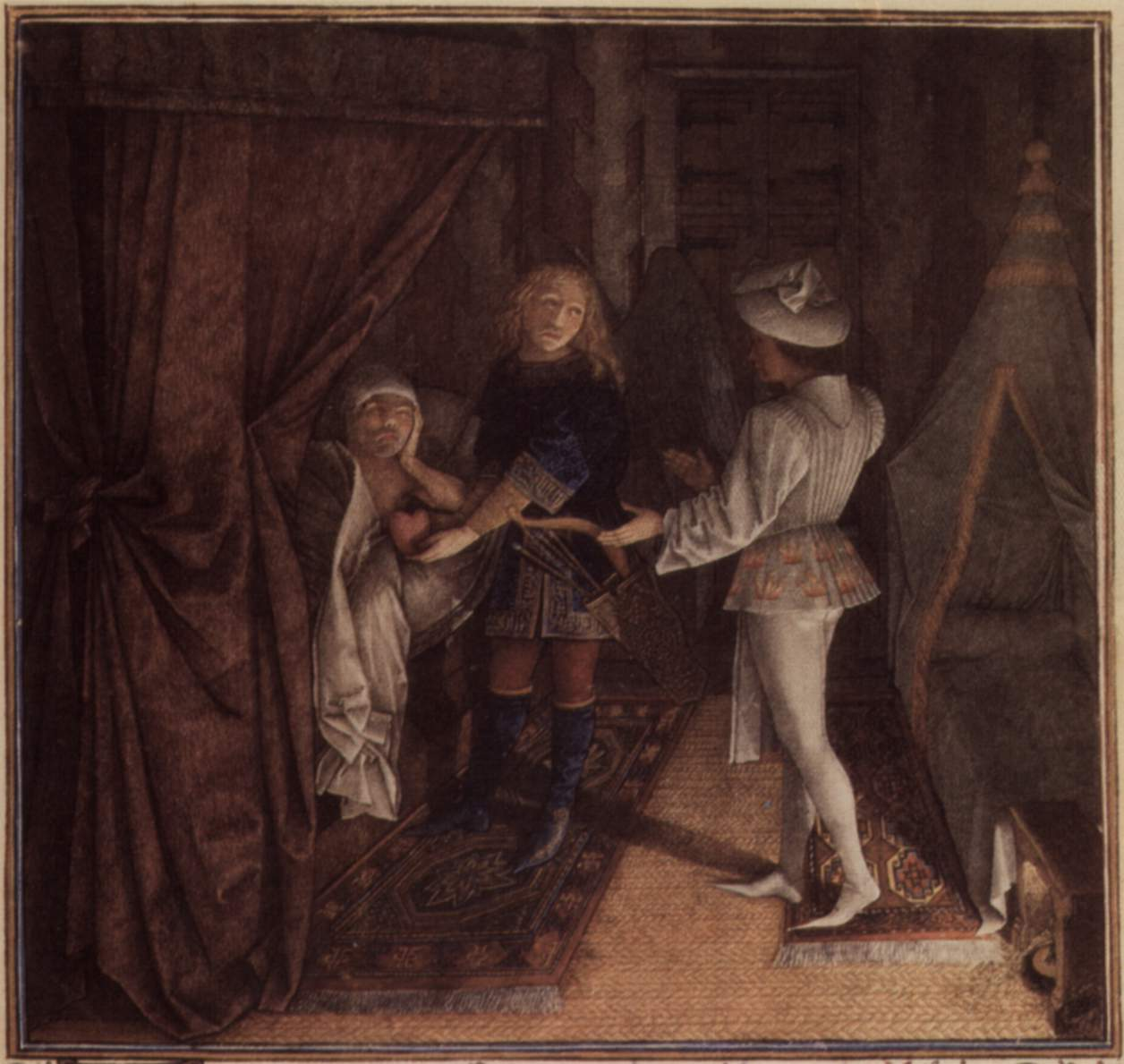
Hell-Dunkel-Malerei im Buch vom liebentbrannten Herzen, f.2.
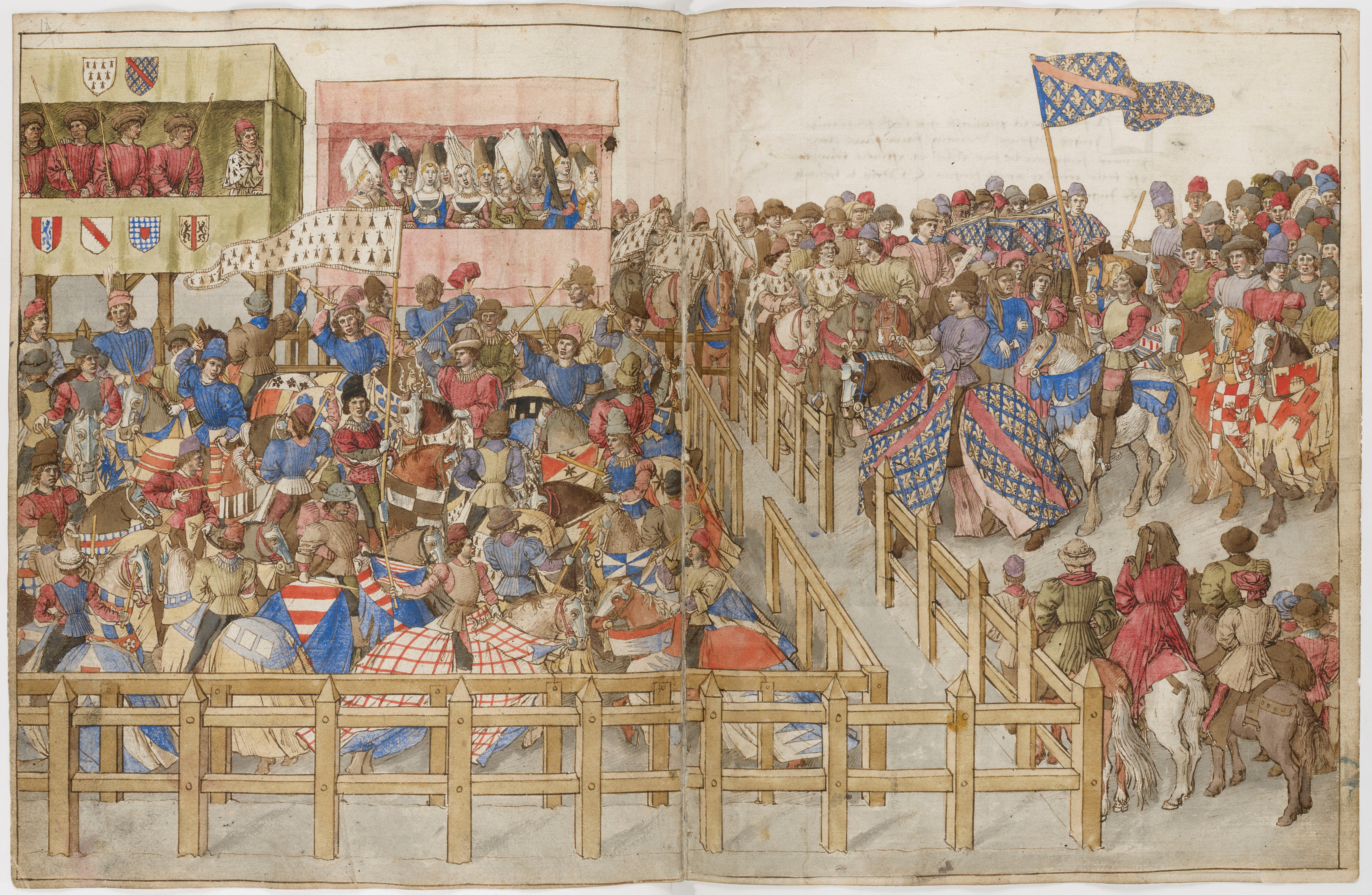
Darstellung der Bewegung im Turnier-Traktat, f.76v-77.
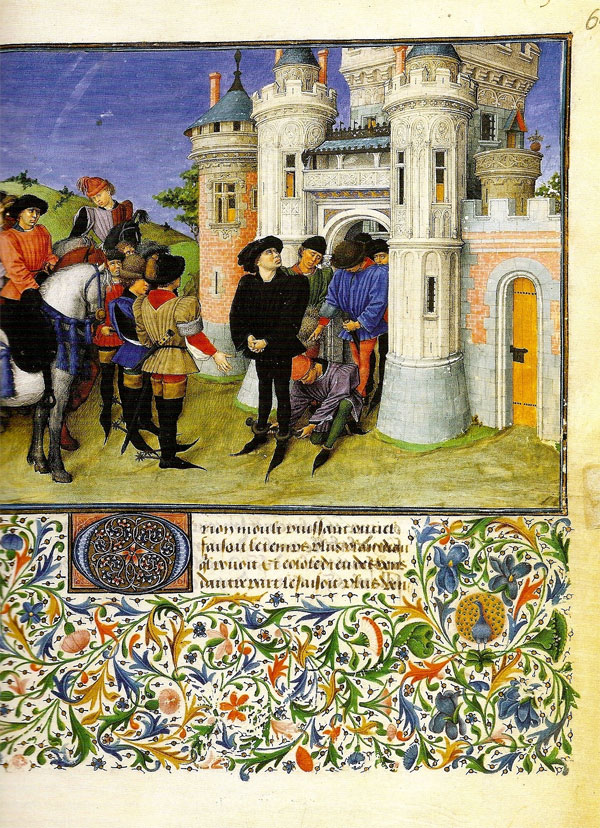
Haltung und Blick der Figuren in der Théséide de Vienne, f.64.
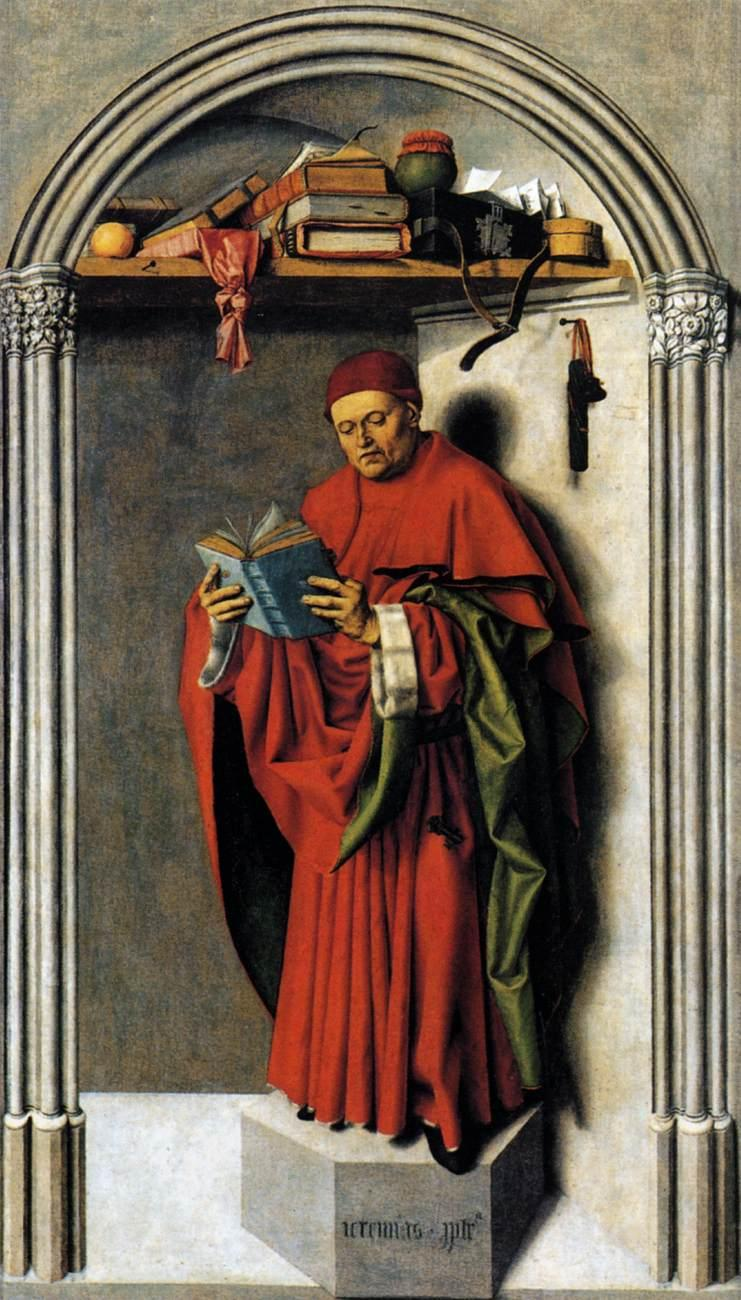
Das Grünblau des Buches in der Hand Jeremias im Triptychon von Aix, Musées royaux des beaux-arts de Belgique.

### Meister der Heraldik und Emblematik
Alle Barthélemy d’Eyck zugeschriebenen Handschriften zeigen eine starke Beherrschung der Wissenschaft der Heraldik und der Kunst der Emblematik, die am Ende des Mittelalters große Bedeutung hatten. Der Maler d’Eyck war 1452 Urheber der Malereien im ersten Wappenbuch des Ordens der Argonauten, dem aus dem Hause Anjou hervorgegangenen Ritterorden. Das Original dieses Wappenbuches ist verschollen, es sind jedoch Kopien erhalten. Seine Gewandtheit in der Darstellung von Wappen ist in den Schilderungen von Turnieren, die er illustrierte, ebenso sichtbar wie an den Emblemen in den Rändern seiner Stundenbücher. Hier äußert sich seine Herkunft aus den Niederlanden, wo damals die Heraldik entstand – niederländische Regeln der Heraldik wurden sowohl in Frankreich und Deutschland befolgt. Barthélemy d’Eyck könnte auch die Funktion des Herolds von René d’Anjou bekleidet haben. Neben der Tatsache, dass diese Funktion häufig von Malern wahrgenommen wurde, spricht für diese These, dass nach 1446 am Hof der Provence und von Anjou kein anderer Herold erwähnt wird.
Darüber hinaus sind Schilder und Wappen im Turniertraktat vertreten, die von den heraldischen Dekorationen abgeleitet sind, die zur gleichen Zeit zwischen Rhein und Maas, der Herkunftsregion von Barthélemy d’Eyck verbreitet waren.

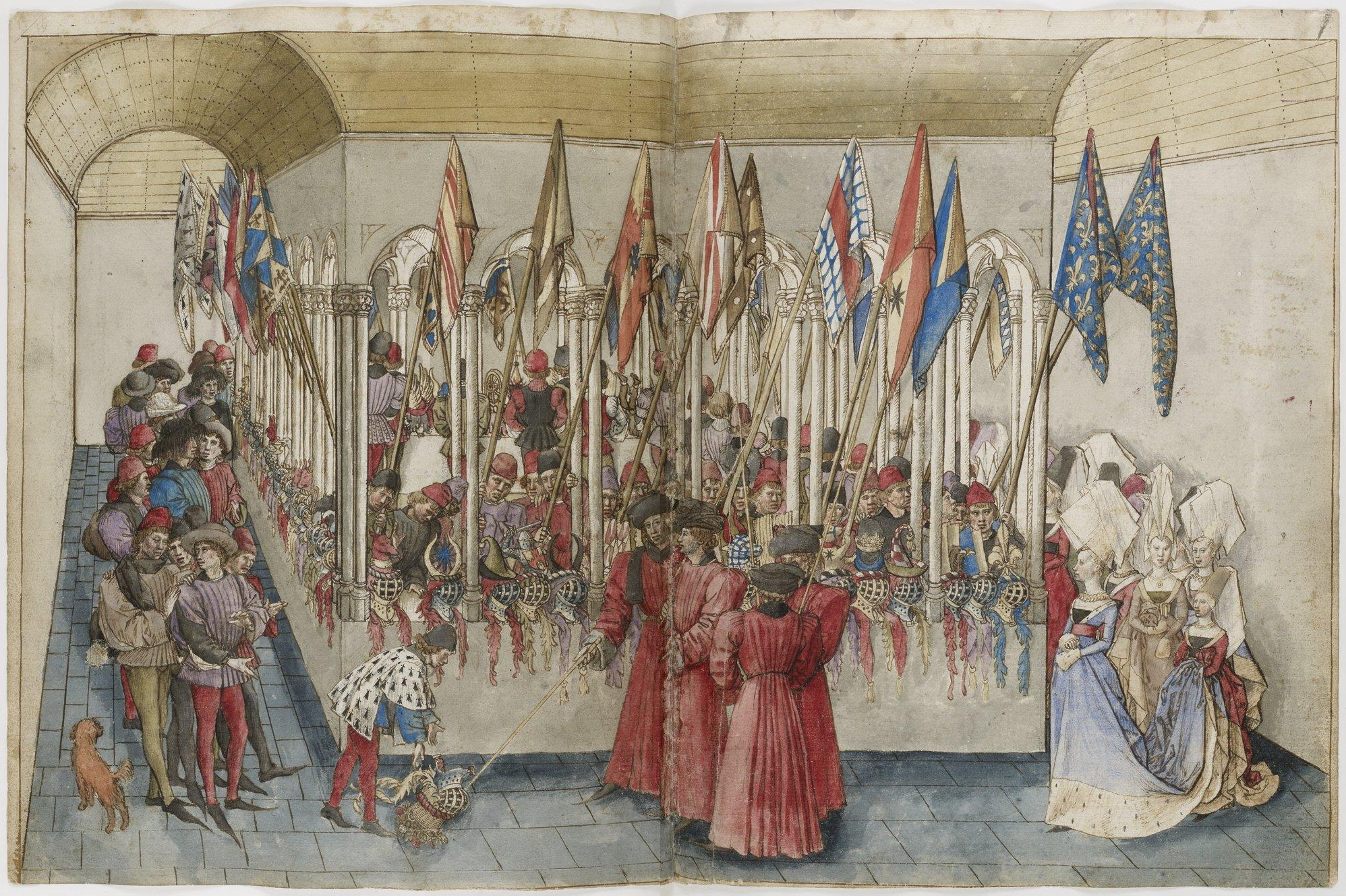
Darstellung von Flaggen und Helmschmuck im Turniertraktat, f.67v-68.
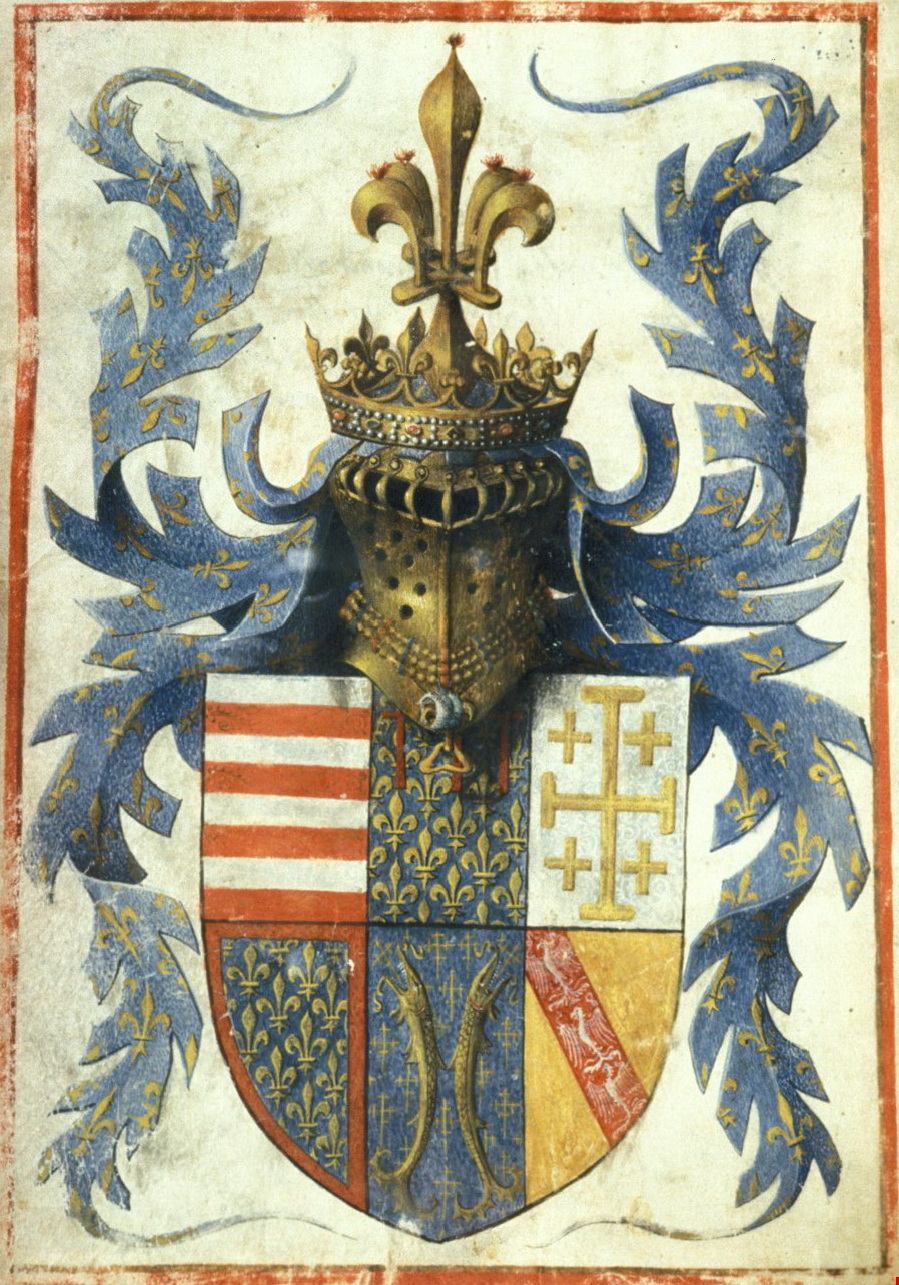
Wappen von René d’Anjou in den Heures Egerton, f.4v.
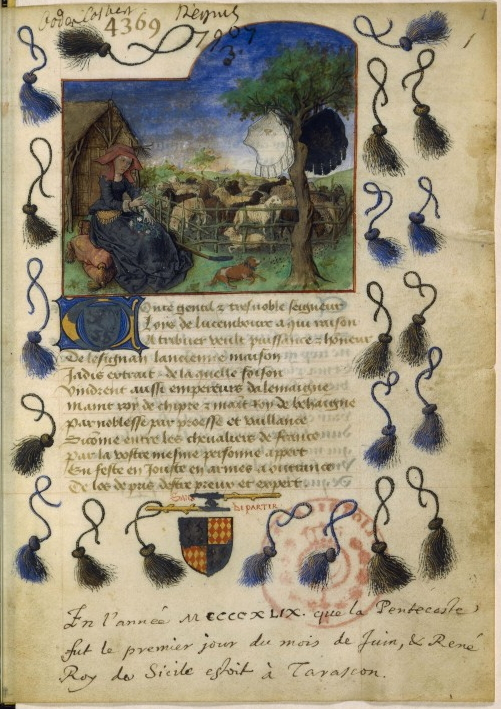
Randverzierung aus blauen und schwarzen Bommeln, Abzeichen von Louis de Luxembourg-Saint-Pol, dem die Handschrift Pas de la bergère de Tarascon gewidmet ist, BNF, Fr1974, f.1.
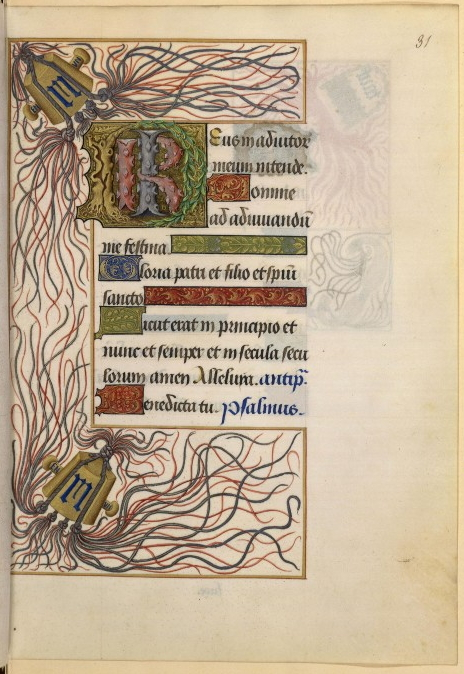
Rand der Heures de René d’Anjou, mit einem Gewirr aus Kordeln dekoriert, die die Einheit symbolisieren, aus der die Macht entsteht. BNF, Lat17332, f.31.

## Zugeschriebene Werke
- Turin-Mailänder Stundenbuch (nach 1435, einige der Miniaturen), Turin, Museo Civico.
- Stundenbuch des Renés d’Anjou, London, British Library, Ms. Egerton 1070.
- Verkündigungs-Triptychon (1442–1445), Aix-en-Provence, Sainte Marie-Madeleine, Teile des linken Flügels heute in Rotterdam, Museum Boijmans Van Beuningen.
- Le Livre des tournois de René d’Anjou (Turnierbuch, um 1464), Paris, Bibliothèque Nationale, Ms. fr. 2695 Digitalisat
- Le livre du Cœur d’amour épris (um 1460–1467, 16 Miniaturen), Wien, Österreichische Nationalbibliothek, Ms. 2597.
- Boccaccio, Teseida (um 1470, 7 Miniaturen), Wien, Österreichische Nationalbibliothek, Ms. 2617.